# Himiko (astronomie)
Pour les articles homonymes, voir Himiko.
Himiko (卑弥呼) est le nom officieux d'un émetteur Lyman-α situé à une très grande distance de la Terre et vu tel qu'il était à une époque très ancienne de l'histoire de l'Univers. Il a été découvert en 2008 par une équipe japonaise qui lui a donné son surnom actuel en référence à la reine de l'Antiquité Himiko (IIe et IIIe siècles).

## Découverte
L'objet a été découvert dans le cadre d'une recherche d'émetteurs Lyman-α à grand décalage vers le rouge. Les émetteurs Lyman-α sont, comme leur nom l'indique, des objets émettant dans la première raie spectrale de la série de Lyman, conventionnellement appelée Lyman-α. Cette raie d'émission a une longueur d'onde de 121,567 nanomètres, ce qui la place dans le domaine ultraviolet. Cependant, du fait de l'expansion de l'Univers un objet suffisamment distant voit son émission électromagnétique subir le phénomène de décalage vers le rouge, qui rallonge sa longueur d'onde, la décalant éventuellement dans le domaine visible, voire l'infrarouge proche. Himiko a été découvert dans le cadre d'une recherche ciblée d'émetteurs Lyman-α doté d'un décalage vers le rouge d'environ 6,6, c'est-à-dire dont l'émission Lyman-α est vue à une longueur d'onde d'environ 920 nanomètres (infrarouge proche). Le programme a été mené dans un relevé d'un degré carré effectué par le télescope Subaru portant le nom de SXDS (pour Subaru-XMM-Newton Deep Survey, le champ imagé par Subaru étant par la suite observé par le télescope spatial XMM-Newton). Un filtre centré sur la longueur d'onde de 920 nanomètres fut utilisé pour détecter les émetteurs Lyman-α dont le décalage vers le rouge avoisinait les 6,6. En tout 207 émetteurs Lyman-α furent découverts dont le plus brillant était Himiko. Étant donné la géométrie du relevé, celui-ci couvrait un volume de 800 000 mégaparsecs-cube.

## Caractéristiques physiques
Le décalage vers le rouge de l'objet a été mesuré à 6,595, ce qui, via le modèle standard de la cosmologie, permet de dater l'époque où il a émis le rayonnement que l'on observe aujourd'hui à environ 800 millions d'années après le Big Bang. Himiko est de loin l'émetteur Lyman-α le plus brillant observé à cette distance, sa magnitude apparente dans la raie Lyman-α différant de 0,5 du second émetteur le plus brillant (23,55 contre 24,06). En comparant avec les autres émetteurs Lyman-α connus, Himiko ne se distingue pas par son décalage vers le rouge (d'autres objets similaires existent avec un tel décalage vers le rouge), mais par sa taille angulaire jamais observée jusqu'alors. 
La caractéristique principale de l'objet est en effet son diamètre angulaire, suffisamment grand pour être résolu par les télescopes, ce qui confère à Himiko le statut du plus gros « blob Lyman-α » de cet âge, les autres représentants les plus communs de cette classe d'objets étant certes dotés d'un plus grand diamètre angulaire (une quinzaine de secondes d'arc), mais significativement plus près, avec un décalage vers le rouge typiquement compris entre 2 et 3. La taille angulaire de Himiko est interprétée comme résultant de sa grande taille physique (plus de 17 kiloparsecs) plutôt que due à un phénomène de grossissement de l'image par lentille gravitationnelle. À partir de la luminosité inférée de l'objet pour sa raie Lyman-α (3,9 × 1036 W), on estime sa masse entre 9 et 50 milliards de masses solaires et son taux de formation d'étoiles à plus de 34 masses solaires par an. 
Himiko est fortement susceptible de ne pas être représentatif des objets célestes aussi jeunes de l'histoire de l'Univers. Ses caractéristiques, comparées aux autres émetteurs Lyman-α identifiées dans la recherche qui a mené à sa découverte suggèrent qu'il est un objet anormalement gros et lumineux pour son âge, propriétés qui expliquent qu'il soit un des rares objets aisément détectables de cette époque dont il n'est de facto pas représentatif, un phénomène courant en astronomie connu sous le nom de biais de Malmquist.
Les observations effectuées avec ALMA les 15, 18, 28 et 31 juillet 2012 suggèrent que Himiko est un objet unique avec une très faible teneur en poussière et peut-être un gaz interstellaire presque primordial .